# Komló
Komló [ˈkomloː] (deutsch Kumlau, kroatisch Komlov) ist eine mittelgroße Stadt im Süden Ungarns im transdanubischen Komitat Baranya. Sie liegt in einem Tal am Nordostrand des Mecsekgebirges und hat etwa 29.000 Einwohner.
Sie setzt sich aus den früheren Dörfern Komló, Mecsekjánosi und Mecsekfalu (vorher Szopok) zusammen.
Wirtschaftlich bedeutend wurde die Stadt im 19. Jahrhundert durch den Steinkohlenbergbau am Gebirgsrand, der nun aber kaum mehr eine Rolle spielt. Neben einer Besenfabrik und anderen KMU sind eine Teppichweberei und die Komló-Habilitas Kft. zu erwähnen.
Die Stadt liegt in einer grünen Hügellandschaft am Mecsek, dessen Ostteil ein Naturschutzgebiet ist, und verfügt über mehrere kommunale Sport- und Erholungsanlagen. Am Stadtrand gibt es ein Erlebnisbad Sikondafürdö, das mit Thermalwasser gespeist wird und dem ein Wellnesshotel angegliedert ist. Etwa 20 km entfernt ist der Badesee von Orfű.
Kulturell interessant ist die Kirche des nahegelegenen Dorfes Mánfa aus dem 12. Jahrhundert. Ferner organisiert die Stadtgemeinde jeweils in der 1. Septemberwoche die Kulturtage von Komló und alle 2 Jahre einen Wettbewerb für Kinderchöre.
Der Ungarische Volksaufstand 1956 wurde in Komló stark unterstützt, ebenso wie in Pécs und Veszprém.
Größere Orte der näheren Umgebung sind:
- bis 10 km Entfernung: Hosszúhetény, Magyarhertelend, Magyarszék und Püspökszentlászló
- bis 25 km Entfernung: Bonyhád, Dombóvár (Komitat Tolna), Gölle, Lengyel (Vor- und Frühgeschichte, Lengyel-Kultur), Mágocs, Magyaregregy, Mecseknádasd, Pécs, Pécsvárad, Pellérd, Szászvár und Zengővárkony

## Sport
Die Handball-Mannschaft von Komlói Bányász spielt in der 1. Liga Ungarns.
Die Fußball-Mannschaft von Komlói Bányász spielt in der 3. Liga Ungarns.

## Gemeindepartnerschaften
Komló unterhält eine Partnerschaft mit der deutschen Gemeinde Neckartenzlingen in Baden-Württemberg.